# Bonnetia holostyla
Bonnetia holostyla är en tvåhjärtbladig växtart som beskrevs av Huber. Bonnetia holostyla ingår i släktet Bonnetia och familjen Bonnetiaceae. Inga underarter finns listade i Catalogue of Life.